# Simochromis margaretae
Simochromis margaretae é uma espécie de peixe da família Cichlidae.
É endémica da Tanzânia.
Os seus habitats naturais são: lagos de água doce. 